# Marpissa pauariensis
Marpissa pauariensis là một loài nhện trong họ Salticidae.
Loài này thuộc chi Marpissa. Marpissa pauariensis được Biswamoy Biswas & R. Roy miêu tả năm 2008.